# Style coupé
En rhétorique, le style coupé est caractérisé par l'emploi de propositions ou de phrases courtes et peu liées entre elles. Il s'oppose généralement au style périodique ou encore au style lié. Il peut désigner une tendance à la brièveté : 

« On appelle un Style coupé ou laconique et serré, celui où on use de peu de paroles ; style diffus, ou asiatique, qui est lâche, abondant en paroles inutiles »

— Furetière, Dictionnaire Universel (1690).
Le style coupé a été associé à la brevitas de la rhétorique latine, mais aussi à un style proprement français. Cette mythologie stylistique a notamment été développée par Ferdinand Brunot : « La phrase brève, alerte, de dialogue ou de récit, qui s'aiguise si facilement en trait de satire, si naturelle à l'esprit français, et dont les modèles remontaient au Moyen Âge. »

Le style coupé a été théorisé plus précisément au XVIIIe siècle par le P. Buffier. Pour lui, le style coupé est caractéristique du discours « familier et libre ». Il se présente comme une sorte de période, mais sans connecteurs logiques visibles, sans liaisons grammaticales. Chacune des propositions qui composent une période de style coupé semble avoir un sens en elle-même, mais en réalité se subordonne au sens d'une proposition principale. Prenant comme exemple la phrase suivante : 
Il vient une nouvelle, on en rapporte les circonstances les plus marquées, elle passe dans la bouche de tout le monde, ceux qui en doivent être les mieux instruits la croient, la disent, la répandent, j'agis sur cela, je ne crois pas être blâmable. 
Buffier commente : « Toutes les parties de cette période, comme on voit, ne sont que des circonstances ou des jours particuliers de cette proposition principale : je ne crois pas être blâmable ».
En ce sens, le style coupé est distinct du style hâché ou discontinu, condamné par l'abbé d'Olivet, dans lequel les propositions ne sont pas liées logiquement.

## Exemples
« Iphis voit à l'église un soulier d'une nouvelle mode, il regarde le sien, et en rougit, il ne se croit plus habillé ; il était venu à la messe pour s'y montrer, et il se cache ; le voilà retenu par le pied dans sa chambre tout le reste du jour. Il a la main douce, et il l'entretient avec une pâte de senteur ; il a soin de rire pour montrer ses dents ; il fait la petite bouche, et il n'y a guère de moments où il ne veuille sourire ; il regarde ses jambes, il se voit au miroir, l'on ne peut être plus content de personne, qu'il l'est de lui-même ; il s'est acquis une voix claire et délicate, et heureusement il parle gras ; il a un mouvement de tête, et je ne sais quel adoucissement dans les yeux, dont il n'oublie pas de s'embellir ; il a une démarche molle et le plus joli maintien qu'il est capable de se procurer ; il met du rouge, mais rarement, il n'en fait pas habitude ; il est vrai aussi qu'il porte des chausses et un chapeau, et qu'il n'a ni boucles d'oreilles ni collier de perles ; aussi ne l'ai-je pas mis dans le chapitre des femmes. (La Bruyère, Les Caractères) »